# Campeonato Mundial de Fórmula E de 2024–25
O Campeonato Mundial de Fórmula E de 2024–25 foi a décima primeira temporada do campeonato de automobilismo para veículos elétricos reconhecido pela Federação Internacional de Automobilismo (FIA), como a categoria mais alta entre as competições de monopostos elétricos.
Oliver Rowland, pilotando pela equipe Nissan Formula E, venceu seu primeiro Campeonato Mundial de Pilotos com duas corridas de antecedência no ePrix de Berlim. A Porsche conquistou seu primeiro Campeonato de Equipes, derrotando a Jaguar por uma margem de 29 pontos e, também, venceu a primeira Copa das Fabricantes.

## Pilotos e equipes
Todas as equipes utilizaram os chassis Formula E Gen3 Evo com pneus Hankook. Os seguintes pilotos e equipes disputaram o Campeonato Mundial de Fórmula E de 2024–25:
| Equipe                           | Trem de força              | N° | Pilotos                | Rodadas     |
| -------------------------------- | -------------------------- | -- | ---------------------- | ----------- |
| Andretti Fórmula E               | Porsche 99X Electric       | 27 | Jake Dennis            | Todas       |
| Andretti Fórmula E               | Porsche 99X Electric       | 51 | Nico Müller            | Todas       |
| Cupra Kiro                       | Porsche 99X Electric WCG03 | 3  | David Beckmann         | Todas       |
| Cupra Kiro                       | Porsche 99X Electric WCG03 | 33 | Dan Ticktum            | Todas       |
| DS Penske                        | DS E-Tense FE25            | 7  | Maximilian Günther     | Todas       |
| DS Penske                        | DS E-Tense FE25            | 25 | Jean-Éric Vergne       | Todas       |
| Envision Racing                  | Jaguar I-Type 7            | 4  | Robin Frijns           | Todas       |
| Envision Racing                  | Jaguar I-Type 7            | 16 | Sébastien Buemi        | Todas       |
| Jaguar TCS Racing                | Jaguar I-Type 7            | 9  | Mitch Evans            | Todas       |
| Jaguar TCS Racing                | Jaguar I-Type 7            | 37 | Nick Cassidy           | Todas       |
| Lola Yamaha ABT Formula E Team   | Lola-Yamaha T001           | 11 | Lucas Di Grassi        | Todas       |
| Lola Yamaha ABT Formula E Team   | Lola-Yamaha T001           | 22 | Zane Maloney           | Todas       |
| Mahindra Racing                  | Mahindra M11Electro        | 21 | Nyck de Vries          | 1–12, 15-16 |
| Mahindra Racing                  | Mahindra M11Electro        | 21 | Felipe Drugovich       | 13–14       |
| Mahindra Racing                  | Mahindra M11Electro        | 48 | Edoardo Mortara        | Todas       |
| Maserati MSG Racing              | Maserati Tipo Folgore      | 2  | Stoffel Vandoorne      | Todas       |
| Maserati MSG Racing              | Maserati Tipo Folgore      | 55 | Jake Hughes            | Todas       |
| Neom McLaren Formula E Team      | Nissan e-4ORCE 05          | 5  | Taylor Barnard         | Todas       |
| Neom McLaren Formula E Team      | Nissan e-4ORCE 05          | 8  | Sam Bird               | Todas       |
| Nissan Formula E Team            | Nissan e-4ORCE 05          | 17 | Norman Nato            | 1–12, 15-16 |
| Nissan Formula E Team            | Nissan e-4ORCE 05          | 17 | Sérgio Sette Câmara    | 13–14       |
| Nissan Formula E Team            | Nissan e-4ORCE 05          | 23 | Oliver Rowland         | Todas       |
| TAG Heuer Porsche Formula E Team | Porsche 99X Electric       | 1  | Pascal Wehrlein        | Todas       |
| TAG Heuer Porsche Formula E Team | Porsche 99X Electric       | 13 | António Félix da Costa | Todas       |

### Mudanças nas equipes
- A marca britânica de automobilismo Lola anunciou seu retorno ao automobilismo de alto nível pela primeira vez desde o Campeonato Mundial de Fórmula 1 de 1997. A Lola entrou na Fórmula E desenvolvendo seu próprio trem de força por meio de uma parceria técnica com a Yamaha,[33][34] com a Lola sendo a fabricante de trem de força registrada e a Yamaha sendo sua parceira técnica.[18] A Lola passou a fornecer trens de força para a equipe da Abt Sportsline, que foi renomeada para Lola Yamaha ABT Formula E Team,[16][35][20] que anteriormente era denominada "ABT CUPRA Formula E Team" e usava trens de força da Mahindra, mas que havia encerrado essa afiliação em janeiro de 2024.[36][37] Em novembro, foi divulgado que a Lola havia adquirido a propriedade da licença de entrada da Fórmula E da equipe anteriormente de propriedade da Abt Sportsline, mas com a Abt permanecendo como o elemento operacional da Lola Yamaha Abt Formula E Team.[17]

- Após competir apenas um ano sob o nome ERT Formula E Team, a equipe foi adquirida pela empresa de investimentos The Forest Road Company. A equipe foi rebatizada como Kiro Race Co e passou a competir sob licença estadunidense. A equipe também deixou de ser sua própria fabricante, firmando um acordo com a Porsche para usar seu trem de força desenvolvido para a temporada de 2023–24.[6][7][38] Antes do fim de semana do ePrix de São Paulo, a Cupra fechou uma parceria com a Kiro Race Co para a equipe entrar na temporada como Cupra Kiro.[8] A Cupra fez parceria anteriormente com a Abt nas duas últimas temporadas do campeonato.[39]

## Calendário
Os seguintes ePrixes fizeram parte do calendário do Campeonato Mundial de Fórmula E de 2024–25:
| País   | País           | EPrix                     | Circuito                                    | Data                    |
| ------ | -------------- | ------------------------- | ------------------------------------------- | ----------------------- |
| 1      | Brasil         | ePrix de São Paulo        | Circuito Urbano de São Paulo                | 7 de dezembro de 2024   |
| 2      | México         | ePrix da Cidade do México | Autódromo Hermanos Rodríguez                | 11 de janeiro de 2025   |
| 3      | Arábia Saudita | ePrix de Gidá             | Circuito da Corniche de Gidá                | 14 de fevereiro de 2025 |
| 4      | Arábia Saudita | ePrix de Gidá             | Circuito da Corniche de Gidá                | 15 de fevereiro de 2025 |
| 5      | Estados Unidos | ePrix de Miami            | Homestead-Miami Speedway                    | 12 de abril de 2025     |
| 6      | Mônaco         | ePrix de Mônaco           | Circuito de Mônaco                          | 3 de maio de 2025       |
| 7      | Mônaco         | ePrix de Mônaco           | Circuito de Mônaco                          | 4 de maio de 2025       |
| 8      | Japão          | ePrix de Tóquio           | Circuito Urbano de Tóquio                   | 17 de maio de 2025      |
| 9      | Japão          | ePrix de Tóquio           | Circuito Urbano de Tóquio                   | 18 de maio de 2025      |
| 10     | China          | ePrix de Xangai           | Circuito Internacional de Xangai            | 31 de maio de 2025      |
| 11     | China          | ePrix de Xangai           | Circuito Internacional de Xangai            | 1 de junho de 2025      |
| 12     | Indonésia      | ePrix de Jacarta          | Circuito Internacional do e-Prix de Jacarta | 21 de junho de 2025     |
| 13     | Alemanha       | ePrix de Berlim           | Circuito Urbano do Aeroporto de Tempelhof   | 12 de julho de 2025     |
| 14     | Alemanha       | ePrix de Berlim           | Circuito Urbano do Aeroporto de Tempelhof   | 13 de julho de 2025     |
| 15     | Reino Unido    | ePrix de Londres          | ExCeL London                                | 26 de julho de 2025     |
| 16     | Reino Unido    | ePrix de Londres          | ExCeL London                                | 27 de julho de 2025     |
| Fonte: |                |                           |                                             |                         |

### Mudanças no calendário
- O ePrix de Misano Adriático e o ePrix de Portland não foram realizados em 2024.[40]
- A rodada da Arábia Saudita foi transferida do Circuito Urbano de Riade para o Circuito da Corniche de Gidá, sediando o primeiro ePrix de Gidá.[41]
- O ePrix de Miami foi reintroduzido no calendário, a primeira corrida na Flórida desde 2015, substituindo o ePrix de Portland. O evento foi transferido do Circuito Urbano da Baia de Biscayne para o Homestead-Miami Speedway, que anteriormente sediou corridas da IndyCar Series até 2010.[42]
- O ePrix de Jacarta retornou ao calendário, após ser cancelado na temporada anterior devido às eleições no país.[40]
- O ePrix de Mônaco se tornou uma corrida dupla pela primeira vez na história deste evento.[43] O ePrix de Tóquio também se tornou uma corrida dupla.[40]

## Resultados e classificação

### Por e-Prix
| Rodada | E-Prix           | Pole position      | Volta mais rápida  | Piloto vencedor    | Equipe vencedora                 | Fabricante vencedora |
| ------ | ---------------- | ------------------ | ------------------ | ------------------ | -------------------------------- | -------------------- |
| 1      | São Paulo        | Pascal Wehrlein    | David Beckmann     | Mitch Evans        | Jaguar TCS Racing                | Jaguar               |
| 2      | Cidade do México | Pascal Wehrlein    | Sébastien Buemi    | Oliver Rowland     | Nissan Formula E Team            | Nissan               |
| 3      | Gidá             | Maximilian Günther | Maximilian Günther | Maximilian Günther | DS Penske                        | Stellantis           |
| 4      | Gidá             | Taylor Barnard     | Jake Hughes        | Oliver Rowland     | Nissan Formula E Team            | Nissan               |
| 5      | Miami            | Norman Nato        | Pascal Wehrlein    | Pascal Wehrlein    | TAG Heuer Porsche Formula E Team | Porsche              |
| 6      | Mônaco           | Taylor Barnard     | Nick Cassidy       | Oliver Rowland     | Nissan Formula E Team            | Nissan               |
| 7      | Mônaco           | Oliver Rowland     | Dan Ticktum        | Sébastien Buemi    | Envision Racing                  | Jaguar               |
| 8      | Tóquio           | Oliver Rowland     | Nick Cassidy       | Stoffel Vandoorne  | Maserati MSG Racing              | Stellantis           |
| 9      | Tóquio           | Oliver Rowland     | Sam Bird           | Oliver Rowland     | Nissan Formula E Team            | Nissan               |
| 10     | Xangai           | Maximilian Günther | Nick Cassidy       | Maximilian Günther | DS Penske                        | Stellantis           |
| 11     | Xangai           | Nick Cassidy       | Pascal Wehrlein    | Nick Cassidy       | Jaguar TCS Racing                | Jaguar               |
| 12     | Jacarta          | Jake Dennis        | Sébastien Buemi    | Dan Ticktum        | Cupra Kiro                       | Porsche              |
| 13     | Berlim           | Mitch Evans        | Pascal Wehrlein    | Mitch Evans        | Jaguar TCS Racing                | Jaguar               |
| 14     | Berlim           | Pascal Wehrlein    | Nick Cassidy       | Nick Cassidy       | Jaguar TCS Racing                | Jaguar               |
| 15     | Londres          | Mitch Evans        | Taylor Barnard     | Nick Cassidy       | Jaguar TCS Racing                | Jaguar               |
| 16     | Londres          | Dan Ticktum        |                    |                    |                                  |                      |
| Fonte: |                  |                    |                    |                    |                                  |                      |

### Campeonato de pilotos
Os pontos são concedidos de acordo com essa estrutura
| Posição | 1º | 2º | 3º | 4º | 5º | 6º | 7º | 8º | 9º | 10º | Pole | VMR |
| ------- | -- | -- | -- | -- | -- | -- | -- | -- | -- | --- | ---- | --- |
| Pontos  | 25 | 18 | 15 | 12 | 10 | 8  | 6  | 4  | 2  | 1   | 3    | 1   |
| Fonte:  |    |    |    |    |    |    |    |    |    |     |      |     |

| Pos.   | Piloto                 | SAO  | MEX | JED  | JED | MIA | MCO | MCO | TKO  | TKO | SHA | SHA | JKT | BER | BER | LDN | LDN | Pontos |
| ------ | ---------------------- | ---- | --- | ---- | --- | --- | --- | --- | ---- | --- | --- | --- | --- | --- | --- | --- | --- | ------ |
| 1      | Oliver Rowland         | 14   | 1   | 2    | 1   | 10  | 1   | 2P  | 2P   | 1P  | 5   | 13  | 10  | Ret | 4   | 11  | Ret | 184    |
| 2      | Nick Cassidy           | Ret  | 12  | 11   | 5   | 15  | 18  | 3   | 10FL | 7   | 21  | 1P  | 6   | 5   | 1FL | 1   | 1   | 152    |
| 3      | Pascal Wehrlein        | RetP | 3P  | 15   | 8   | 1FL | 6FL | 7   | 13   | 2   | 12  | 2FL | 11  | 2FL | 15P | 3FL | 8   | 145    |
| 4      | Taylor Barnard         | 3    | 14  | 3    | 2P  | 20  | 15P | 16  | 3    | Ret | 3FL | 10  | 7   | 4   | 6   | 13  | Ret | 112    |
| 5      | António Félix da Costa | 2FL  | 2   | 9    | Ret | 3   | Ret | 4FL | 7    | Ret | 13  | 3   | 5   | 10  | 8   | 14  | 6   | 111    |
| 6      | Jake Dennis            | Ret  | 4FL | 20   | 4   | 9   | 3   | 9   | DSQ  | 4   | 17  | 17  | 17P | Ret | 2   | 5   | 4   | 99     |
| 7      | Jean-Éric Vergne       | 9    | 5   | 6    | 7   | 12  | 12  | 6   | 8    | 6   | 2   | 5   | 15  | Ret | 3   | 6   | 15  | 97     |
| 8      | Nyck de Vries          | 6    | 8   | 4    | 13  | 11  | 2   | 5   | 11   | 15  | 8   | 12  | Ret | -   | -   | 2   | 2   | 92     |
| 9      | Edoardo Mortara        | 5    | 19  | 7    | 10  | 5   | 4   | 12  | 6    | 12  | Ret | 19  | 2   | 3   | 11  | 7   | Ret | 86     |
| 10     | Maximilian Günther     | 11   | 6   | 1PFL | Ret | 17  | 10  | 8   | Ret  | 10  | 1P  | Ret | Ret | 6   | Ret | Ret | 7   | 85     |
| 11     | Dan Ticktum            | 8    | 16  | 18   | 9   | 7   | 7   | 15  | 5    | 3   | 4   | 16  | 1   | 9   | 14  | Ret | 14P | 85     |
| 12     | Sébastien Buemi        | 7    | 17  | 12   | 19  | 13  | 19  | 1   | 4    | 9   | 9   | 18  | 3FL | 7   | Ret | 16  | 3   | 84     |
| 13     | Mitch Evans            | 1    | Ret | 19   | Ret | 16  | 20  | 18  | Ret  | NL  | 20  | 14  | 12  | 1P  | 5   | 10P | 5   | 74     |
| 14     | Stoffel Vandoorne      | 10   | 7   | 10   | 6   | 14  | 9   | 10  | 1    | Ret | 11  | 7   | Ret | 12  | 13  | 4   | 12  | 62     |
| 15     | Nico Müller            | Ret  | 9   | Ret  | 11  | 4   | 5   | Ret | 12   | 11  | 15  | 6   | 4   | 8   | 17  | 15  | Ret | 48     |
| 16     | Jake Hughes            | Ret  | 10  | 5    | 3FL | Ret | 16  | 17  | 19   | 18  | 16  | 4   | Ret | 14  | 10  | Ret | 17  | 40     |
| 17     | Lucas di Grassi        | Ret  | 20  | DSQ  | 16  | 2   | 13  | Ret | 17   | 5   | 18  | 9   | 13  | 18  | 12  | 17  | 9   | 32     |
| 18     | Sam Bird               | 4    | 18  | 8    | 12  | 18  | 11  | 20  | 14   | 8FL | 7   | 15  | 8   | 11  | Ret | 18  | Ret | 31     |
| 19     | Norman Nato            | 13   | 13  | 17   | 15  | 6P  | 14  | 13  | 15   | 17  | 6   | 21  | 14  | -   | -   | 9   | 11  | 21     |
| 20     | Robin Frijns           | NL   | 11  | 13   | 14  | 8   | 8   | 11  | 9    | 16  | 10  | 8   | 9   | 13  | Ret | 8   | 13  | 21     |
| 21     | Felipe Drugovich       | -    | -   | -    | -   | -   | -   | -   | -    | -   | -   | -   | -   | 17  | 7   | -   | -   | 6      |
| 22     | Sérgio Sette Câmara    | -    | -   | -    | -   | -   | -   | -   | -    | -   | -   | -   | -   | 15  | 9   | -   | -   | 2      |
| 23     | David Beckmann         | NC   | Ret | 14   | 17  | NC  | 17  | 19  | 18   | 13  | 14  | 20  | 16  | Ret | 16  | 12  | 10  | 1      |
| 24     | Zane Maloney           | 12   | 15  | 16   | 18  | 19  | 21  | 14  | 16   | 14  | 19  | 11  | 18  | 16  | 18  | Ret | 16  | 0      |
| Fonte: |                        |      |     |      |     |     |     |     |      |     |     |     |     |     |     |     |     |        |

| Legenda dos Resultados \| Cor \| Ouro \| Prata \| Bronze \| Verde \| Azul \| Púrpura \| Vermelho \| \| Resultado \| Vencedor \| 2º Lugar \| 3º Lugar \| Terminou, nos pontos \| Terminou, sem pontos \| Retirou-se (Ret) \| Não Qualificado (NQ) \| \| \| \| \| \| \| \| \| \| \| Cor \| Preto \| Branco \| Branco \| Azul Claro \| Sem Cor \| Sem Cor \| Sem Cor \| \| Resultado \| Desqualificado (DSQ) \| Não Largou (NL) \| Corrida Cancelada (C) \| Apenas Treino (AT) \| Não Participou (NP) \| Lesionado (Les) \| Excluído (EX) \| |                      |                 |                       |                      |                      |                  |                      |
| Cor | Ouro                 | Prata           | Bronze                | Verde                | Azul                 | Púrpura          | Vermelho             |
| Resultado | Vencedor             | 2º Lugar        | 3º Lugar              | Terminou, nos pontos | Terminou, sem pontos | Retirou-se (Ret) | Não Qualificado (NQ) |
| |                      |                 |                       |                      |                      |                  |                      |
| Cor | Preto                | Branco          | Branco                | Azul Claro           | Sem Cor              | Sem Cor          | Sem Cor              |
| Resultado | Desqualificado (DSQ) | Não Largou (NL) | Corrida Cancelada (C) | Apenas Treino (AT)   | Não Participou (NP)  | Lesionado (Les)  | Excluído (EX)        |

| Cor       | Ouro                 | Prata           | Bronze                | Verde                | Azul                 | Púrpura          | Vermelho             |
| Resultado | Vencedor             | 2º Lugar        | 3º Lugar              | Terminou, nos pontos | Terminou, sem pontos | Retirou-se (Ret) | Não Qualificado (NQ) |
|           |                      |                 |                       |                      |                      |                  |                      |
| Cor       | Preto                | Branco          | Branco                | Azul Claro           | Sem Cor              | Sem Cor          | Sem Cor              |
| Resultado | Desqualificado (DSQ) | Não Largou (NL) | Corrida Cancelada (C) | Apenas Treino (AT)   | Não Participou (NP)  | Lesionado (Les)  | Excluído (EX)        |

### Campeonato de equipes
| Pos.   | Equipe                           | N° | SAO | MEX | JED | JED | MIA | MCO | MCO | TKO | TKO | SHA | SHA | JKT | BER | BER | LDN | LDN | Pts |
| ------ | -------------------------------- | -- | --- | --- | --- | --- | --- | --- | --- | --- | --- | --- | --- | --- | --- | --- | --- | --- | --- |
| 1      | TAG Heuer Porsche Formula E Team | 1  | Ret | 3   | 15  | 8   | 1   | 6   | 7   | 13  | 2   | 12  | 2   | 11  | 2   | 15  | 3   | 8   | 256 |
| 1      | TAG Heuer Porsche Formula E Team | 13 | 2   | 2   | 9   | Ret | 3   | Ret | 4   | 7   | Ret | 13  | 3   | 5   | 10  | 8   | 14  | 6   | 256 |
| 2      | Jaguar TCS Racing                | 37 | 1   | Ret | 19  | Ret | 16  | 20  | 18  | Ret | NL  | 20  | 14  | 12  | 1   | 5   | 10  | 5   | 230 |
| 2      | Jaguar TCS Racing                | 9  | Ret | 12  | 11  | 5   | 15  | 18  | 3   | 10  | 7   | 21  | 1   | 6   | 5   | 1   | 1   | 1   | 230 |
| 3      | Nissan Formula E Team            | 17 | 13  | 13  | 17  | 15  | 6   | 14  | 13  | 15  | 17  | 6   | 21  | 14  | -   | -   | 9   | 11  | 207 |
| 3      | Nissan Formula E Team            | 17 | -   | -   | -   | -   | -   | -   | -   | -   | -   | -   | -   | -   | 15  | 9   | -   | -   | 207 |
| 3      | Nissan Formula E Team            | 23 | 14  | 1   | 2   | 1   | 10  | 1   | 2   | 2   | 1   | 5   | 13  | 10  | Ret | 4   | 11  | Ret | 207 |
| 4      | Mahindra Racing                  | 21 | 6   | 8   | 4   | 13  | 11  | 2   | 5   | 11  | 15  | 8   | 12  | Ret | -   | -   | 2   | 2   | 186 |
| 4      | Mahindra Racing                  | 21 | -   | -   | -   | -   | -   | -   | -   | -   | -   | -   | -   | -   | 17  | 7   | -   | -   | 186 |
| 4      | Mahindra Racing                  | 48 | 5   | 19  | 7   | 10  | 5   | 4   | 12  | 6   | 12  | Ret | 19  | 2   | 3   | 11  | 7   | Ret | 186 |
| 5      | DS Penske                        | 7  | 11  | 6   | 1   | Ret | 17  | 10  | 8   | Ret | 10  | 1   | Ret | Ret | 6   | Ret | Ret | 7   | 184 |
| 5      | DS Penske                        | 25 | 9   | 5   | 6   | 7   | 12  | 12  | 6   | 8   | 6   | 2   | 5   | 15  | Ret | 3   | 6   | 15  | 184 |
| 6      | NEOM McLaren Formula E Team      | 5  | 3   | 14  | 3   | 2   | 20  | 15  | 16  | 3   | Ret | 3   | 10  | 7   | 4   | 6   | 18  | Ret | 143 |
| 6      | NEOM McLaren Formula E Team      | 8  | 4   | 18  | 8   | 12  | 18  | 11  | 20  | 14  | 8   | 7   | 15  | 8   | 11  | Ret | 13  | Ret | 143 |
| 7      | Andretti Fórmula E               | 27 | Ret | 4   | 20  | 4   | 9   | 3   | 9   | DSQ | 4   | 17  | 17  | 17  | Ret | 2   | 5   | 4   | 141 |
| 7      | Andretti Fórmula E               | 51 | Ret | 9   | Ret | 11  | 4   | 5   | Ret | 12  | 11  | 15  | 6   | 4   | 8   | 17  | 15  | Ret | 141 |
| 8      | Envision Racing                  | 4  | NL  | 11  | 13  | 14  | 8   | 8   | 11  | 9   | 16  | 10  | 8   | 9   | 13  | Ret | 8   | 13  | 107 |
| 8      | Envision Racing                  | 16 | 7   | 17  | 12  | 19  | 13  | 19  | 1   | 4   | 9   | 9   | 18  | 3   | 7   | Ret | 16  | 3   | 107 |
| 9      | Maserati MSG Racing              | 2  | 10  | 7   | 10  | 6   | 14  | 9   | 10  | 1   | 19  | 11  | 7   | Ret | 12  | 13  | 4   | 12  | 102 |
| 9      | Maserati MSG Racing              | 55 | Ret | 10  | 5   | 3   | Ret | 16  | 17  | 19  | 18  | 16  | 4   | Ret | 14  | 10  | Ret | 17  | 102 |
| 10     | Cupra Kiro                       | 3  | NC  | Ret | 14  | 17  | NC  | 17  | 19  | 18  | 13  | 14  | 20  | 16  | Ret | 16  | 12  | 10  | 83  |
| 10     | Cupra Kiro                       | 33 | 8   | 16  | 18  | 9   | 7   | 7   | 15  | 5   | 3   | 4   | 16  | 1   | 9   | 14  | Ret | 14  | 83  |
| 11     | Lola Yamaha ABT Formula E Team   | 11 | Ret | 20  | DSQ | 16  | 2   | 13  | Ret | 17  | 5   | 18  | 9   | 13  | 18  | 12  | 17  | 9   | 32  |
| 11     | Lola Yamaha ABT Formula E Team   | 22 | 12  | 15  | 16  | 18  | 19  | 21  | 14  | 16  | 14  | 19  | 11  | 18  | 16  | 18  | Ret | 16  | 32  |
| Fonte: |                                  |    |     |     |     |     |     |     |     |     |     |     |     |     |     |     |     |     |     |

### Campeonato de fabricantes
Os dois carros mais bem colocados por fabricante de trem de força por corrida marcam pontos para a posição daquele fabricante na classificação. Os carros que não marcarem nenhum ponto não aparecerão na classificação e os pontos serão alocados para o carro do seguinte fabricante elegível para marcar pontos. Os pontos alocados para o piloto que obtiver a Pole Position e a Volta Mais Rápida não serão contados.
| Pos.   | Fabricante | SAO | MEX | JED | JED | MIA | MCO | MCO | TKO | TKO | SHA | SHA | JKT | BER | BER | LDN | LDN | Pts |
| ------ | ---------- | --- | --- | --- | --- | --- | --- | --- | --- | --- | --- | --- | --- | --- | --- | --- | --- | --- |
| 1      | Porsche    | 22  | 33  | 7   | 18  | 40  | 25  | 18  | 16  | 33  | 14  | 33  | 37  | 24  | 22  |     |     | 342 |
| 2      | Nissan     | 27  | 27  | 33  | 43  | 16  | 27  | 19  | 33  | 31  | 25  | 4   | 14  | 16  | 20  |     |     | 335 |
| 3      | Stellantis | 31  | 10  | 6   | 11  | 9   | 8   | 40  | 14  | 12  | 10  | 33  | 25  | 35  | 35  |     |     | 279 |
| 4      | Jaguar     | 3   | 22  | 35  | 23  | 2   | 10  | 12  | 29  | 12  | 43  | 22  | 2   | 10  | 17  |     |     | 242 |
| 5      | Mahindra   | 18  | 8   | 20  | 6   | 16  | 30  | 12  | 9   | 1   | 8   | 1   | 18  | 15  | 7   |     |     | 169 |
| 6      | Lola       | -   | 1   | -   | -   | 18  | 1   | -   | -   | 12  | 1   | 8   | 5   | 1   | -   |     |     | 47  |
| Fonte: |            |     |     |     |     |     |     |     |     |     |     |     |     |     |     |     |     |     |

## Rookie Test de Berlim da Fórmula E 2025
O Rookie Test de Berlim da Fórmula E de 2025 foi realizado em 14 de julho de 2025, no circuito de Tempelhof, na Alemanha. O evento ocorreu no dia seguinte à rodada dupla do E‑Prix de Berlim da temporada 2024–25 da Fórmula E.
Esse teste oficial teve como objetivo proporcionar experiência de pista para novos talentos ("rookies") que nunca participaram de uma corrida da Fórmula E, além de permitir que as equipes avaliassem potenciais futuros pilotos utilizando o carro GEN3 Evo, nova atualização da geração atual de monopostos elétricos.

### Formato do teste
O Rookie Test foi dividido em duas sessões de três horas, totalizando seis horas de pista. Cada equipe teve o direito de inscrever dois pilotos rookies para o evento, sem restrições quanto à idade ou categoria de origem, desde que não tivessem competido anteriormente em eventos oficiais da Fórmula E.

### Participantes
No total, 22 pilotos representaram as 11 equipes da temporada 2024–25. O teste contou com nomes promissores do automobilismo internacional, incluindo ex-pilotos de Fórmula 2, Fórmula 3, Indy NXT e campeonatos regionais.
| Equipe                 | Pilotos            |
| ---------------------- | ------------------ |
| Andretti Fórmula E     | Jak Crawford       |
| Andretti Fórmula E     | Frederik Vesti     |
| Cupra Kiro             | Bianca Bustamante  |
| Cupra Kiro             | Callum Voisin      |
| DS Penske              | Daniil Kvyat       |
| DS Penske              | Nikita Bedrin      |
| Envision Racing        | Johnathan Hoggard  |
| Envision Racing        | Zak O'Sullivan     |
| Jaguar TCS Racing      | Jamie Chadwick     |
| Jaguar TCS Racing      | Leonardo Fornaroli |
| Lola Yamaha ABT        | Alessandro Giusti  |
| Lola Yamaha ABT        | Hugh Barter        |
| Mahindra Racing        | Dino Beganovic     |
| Mahindra Racing        | Kush Maini         |
| Maserati MSG Racing    | Arthur Leclerc     |
| Maserati MSG Racing    | Théo Pourchaire    |
| McLaren Formula E Team | Alex Dunne         |
| McLaren Formula E Team | Ella Lloyd         |
| Nissan Formula E Team  | Abbi Pulling       |
| Nissan Formula E Team  | Gabriele Minì      |
| Porsche Formula E Team | Ayhancan Güven     |
| Porsche Formula E Team | Elia Weiss         |

### Desempenho
O destaque do dia foi o italiano Gabriele Minì (Nissan), que liderou as tabelas de tempos tanto na sessão da manhã quanto na da tarde. O indiano Kush Maini (Mahindra) também impressionou, terminando em segundo e terceiro lugares nas respectivas sessões.
A diferença de tempos entre o piloto mais rápido e o mais lento foi de apenas 1.550 segundos, refletindo um campo altamente competitivo e equilibrado.

### Participação feminina
O teste marcou também um avanço significativo na representatividade feminina na Fórmula E. Quatro mulheres participaram:
- Abbi Pulling (Nissan)
- Jamie Chadwick (Jaguar)
- Ella Lloyd (McLaren)
- Bianca Bustamante (CUPRA Kiro)

Todas completaram o programa de testes com tempos competitivos, reforçando a inclusão de talentos femininos no esporte. O CEO da Fórmula E, Jeff Dodds, elogiou publicamente a participação e destacou a importância da diversidade no automobilismo.